# Żleb Kulczyńskiego

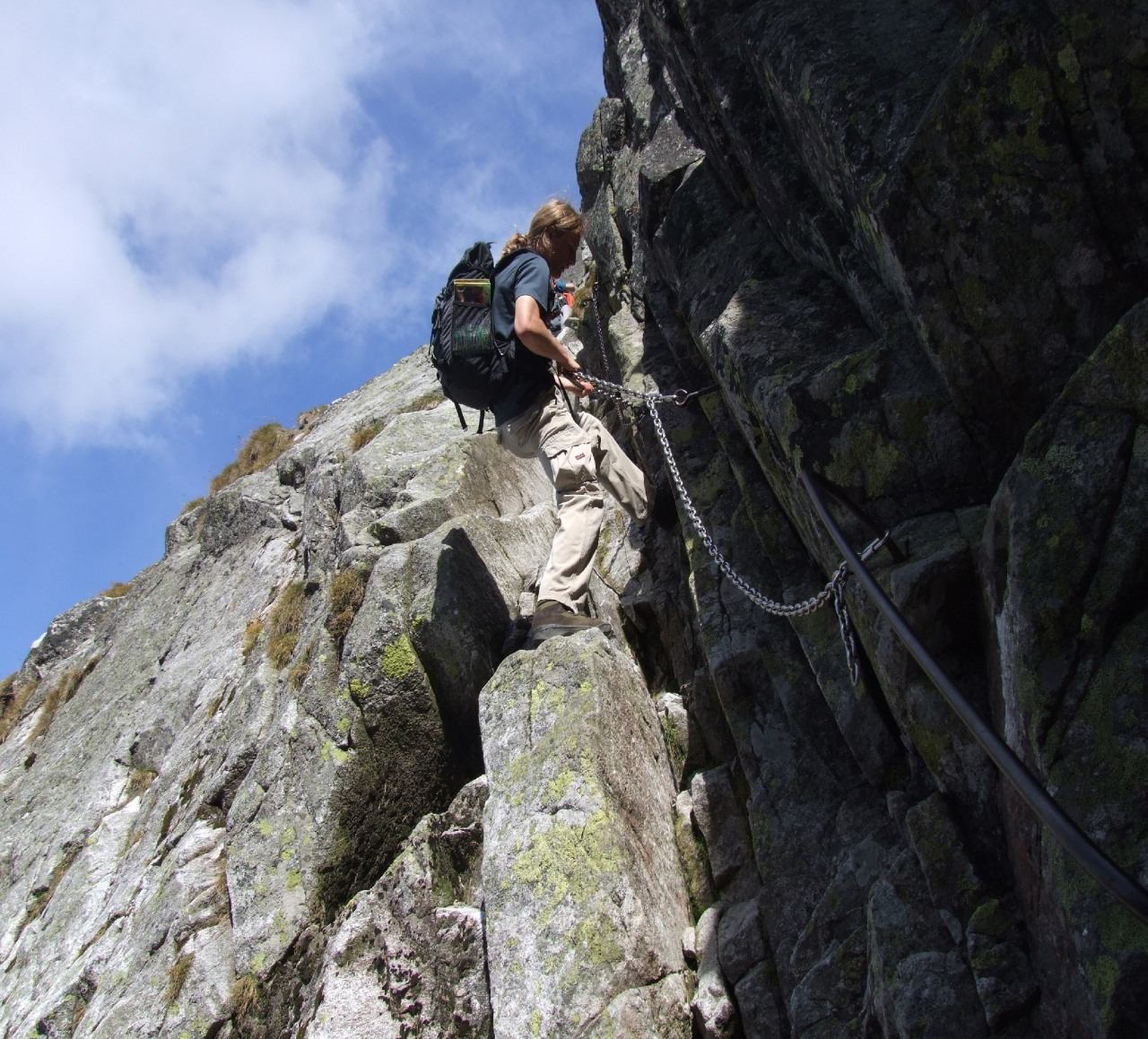
Przejście kominem do Żlebu Kulczyńskiego

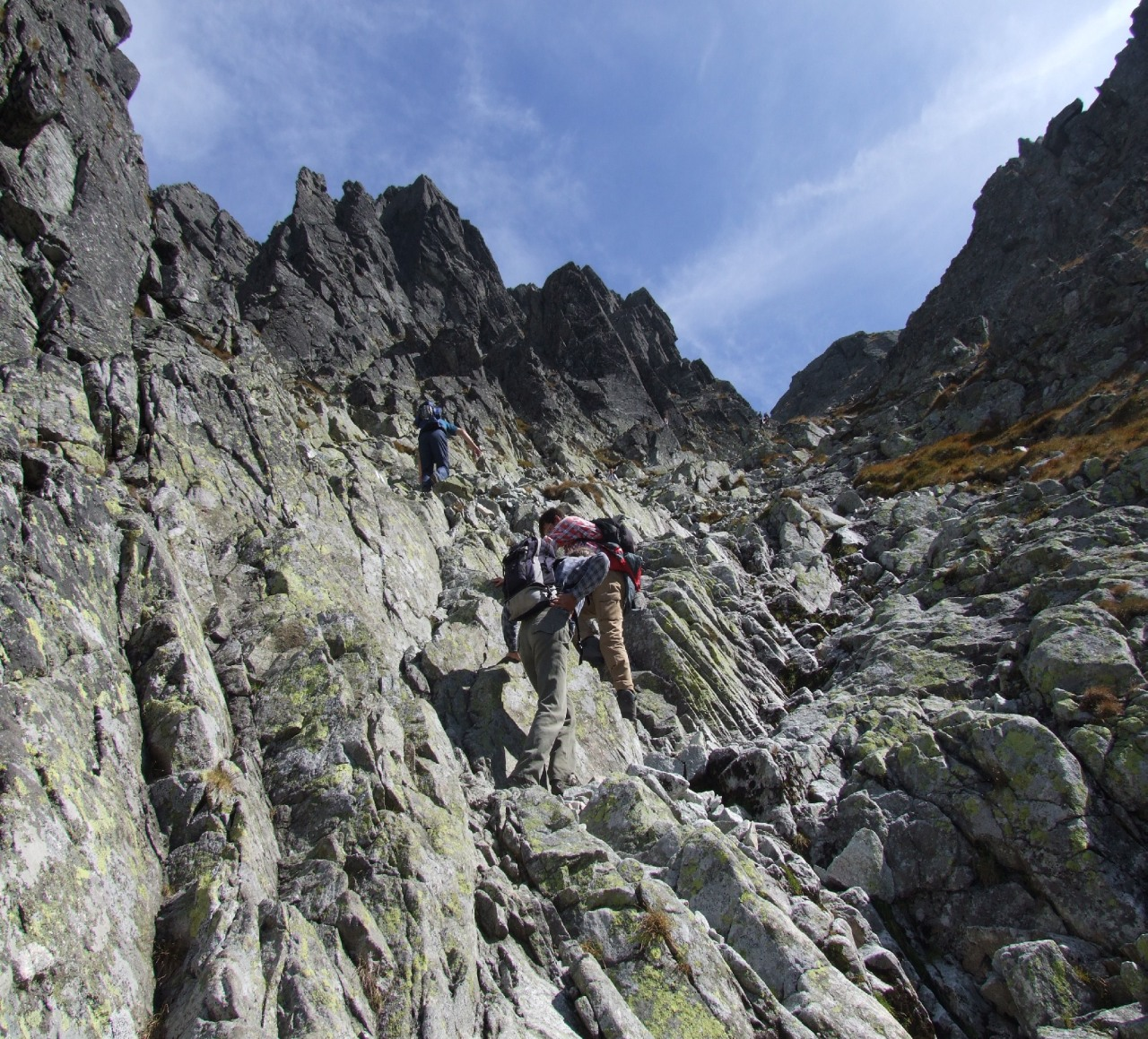
Żleb Kulczyńskiego

Żleb Kulczyńskiego (słow. Kulczyńského žľab, niem. Kulczyński-Schlucht, węg. Kulczyński-szakadék) – żleb opadający z Przełączki nad Dolinką Buczynową do Dolinki Koziej w polskich Tatrach Wysokich. Nazwa pochodzi od nazwiska przyrodnika Władysława Kulczyńskiego, który w 1893 r. wraz z przewodnikiem Szymonem Tatarem młodszym przeszedł nim jako pierwszy turysta. Nazwę żlebowi nadał Mariusz Zaruski w 1910 roku. Obecnie żleb jest bardzo popularny ze względu na poprowadzony nim czarno znakowany szlak turystyczny łączący tę dolinkę ze szlakiem Orlej Perci.
Tuż ponad Dolinką Kozią żleb jest podcięty bardzo stromym progiem. Miejsce to szlak turystyczny omija po prawej stronie (patrząc od dołu) przez Rysę Zaruskiego. Ścieżka prowadzi pod samą podstawę tej rysy (śnieg zalega tutaj bardzo długo, często jeszcze w lipcu), następnie skośnie po skałach, potem ubezpieczonym łańcuchami pionowym kominem i stromą rynną do Żlebu Kulczyńskiego, już powyżej stromego progu. Jest to najtrudniejszy odcinek na czarnym szlaku. Dalsza trasa Żlebem Kulczyńskiego jest nieco łatwiejsza, prowadzi po wielkich głazach i mniejszą nieco stromizną.
Czarny szlak turystyczny przez Żleb Kulczyńskiego jest jednym z najbardziej wymagających w całych Tatrach. Jest stromy, dno zasłane jest kamieniami, często płynie nim niewielka struga wody, co powoduje, że skały są śliskie. Do 2010 r. zdarzyło się w nim 7 wypadków, w tym 2 śmiertelne. Należy też uważać na spadające czasem z górnego odcinka szlaku kamienie i głazy, niechcący potrącone przez idących nieuważnie turystów.
Jako pierwsi Żlebem Kulczyńskiego w zimie weszli ks. Walenty Gadowski i przewodnik Jakub Gąsienica Wawrytko starszy 22 lutego 1910 r.

## Szlaki turystyczne
– szlak czarny z Dolinki Koziej, odgałęziający się od zielonego szlaku na Zadnią Sieczkową Przełączkę ok. 20 min ponad Zmarzłym Stawem i prowadzący do Orlej Perci w rejonie Przełączki nad Dolinką Buczynową. Czas przejścia: 1 h, ↓ 50 min.